# 彭德爾頓鎮區 (密蘇里州聖弗朗索瓦縣)
彭德爾頓鎮區（英語：Pendleton Township）是位於美國密蘇里州聖弗朗索瓦縣的一個行政鎮區。

## 地方資料
彭德爾頓鎮區的面積為162.60平方千米，當中陸地面積為162.27平方千米，而水域面積為0.33平方千米。根據2020年美國人口普查的數據，當地共有人口3320人，而人口密度為每平方千米20.42人。